# 川谷大治
川谷 大治（かわたに だいじ）は、日本の医学者・精神科医・精神分析家。専門は精神分析学。学位は、博士（医学）（福岡大学・1992年）。

## 来歴
- 1980年 - 長崎大学医学部医学科卒業。長崎大学医学部附属病院精神神経科入局
- 1984年 - 福岡大学医学部精神医学教室入局
- 1992年 - 福岡大学より医学博士の学位を取得[2]
- 1997年 - 川谷医院開院[1]

現職 川谷医院開設者。精神保健指定医。日本精神神経学会認定医。医学博士。

## 学会
- 日本精神分析学会認定精神療法医、認定スーパーバイザー
- 国際精神分析協会会員

## 著書

### 単著
- 『思春期と家庭内暴力—治療と援助の指針』金剛出版、2001年。ISBN 9784772406901。
- 『自傷とパーソナリティ障害』金剛出版、2009年。ISBN 9784772411189。

### 共編
- 『精神分析事典』岩崎学術出版社、2002年。ISBN 9784753302031。

### 分担執筆
- 『境界性パーソナリティ障害日本版治療ガイドライン』金剛出版、2008年。ISBN 9784772410410。

### 編纂
- 『現代のエスプリ 自傷 - リストカットを中心に』至文堂、2004年。ISBN 9784784354436。

## 関連人物
- 西園昌久
- 牛島定信